# David Bushnell
Pour les articles homonymes, voir Bushnell.
David Bushnell (1742-1826) est l’inventeur du premier sous-marin de combat, le Turtle, en 1776.

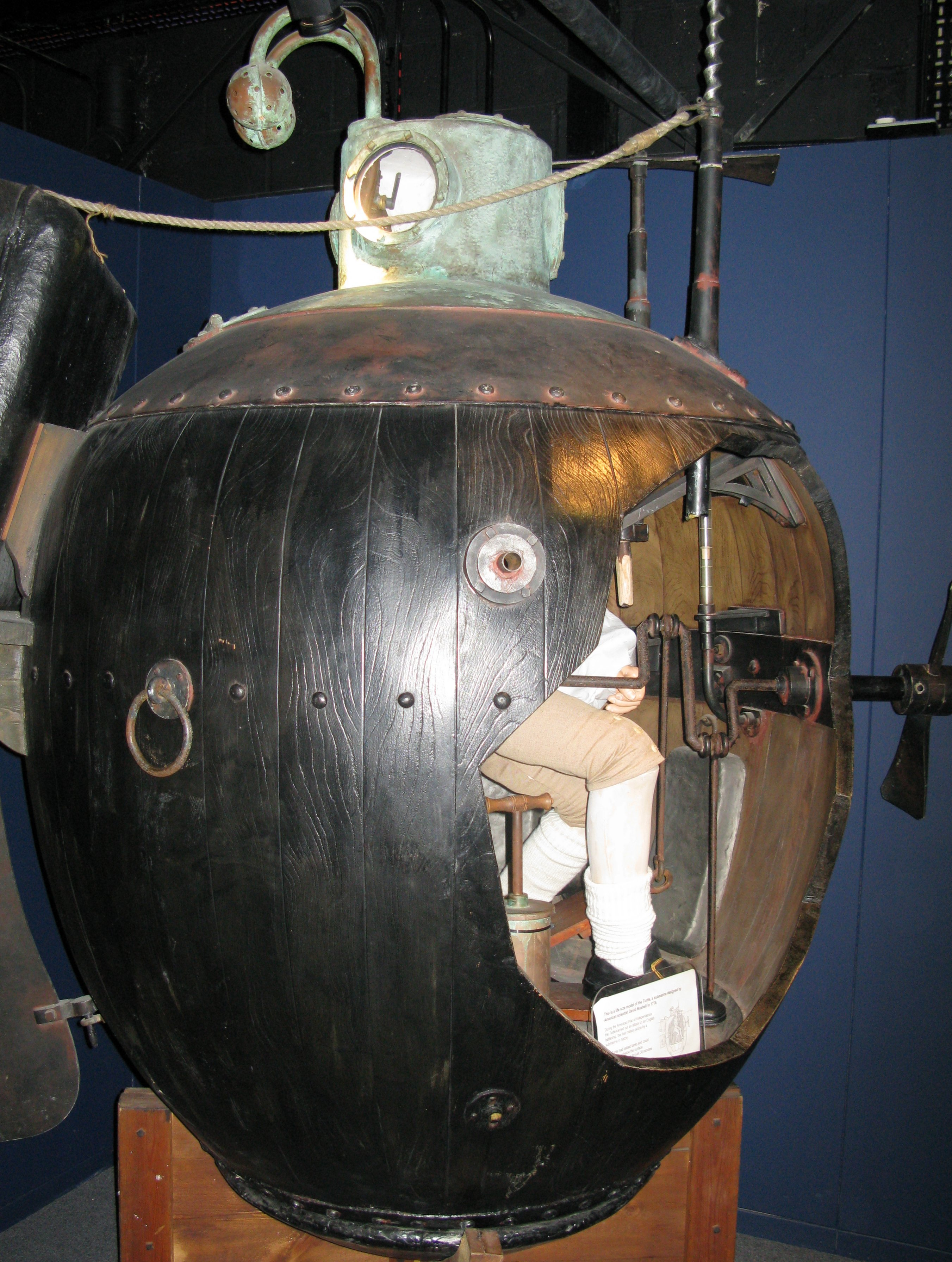
Réplique du Turtle au Royal Navy Submarine Museum
, Gosport, UK

## Éléments biographiques
Né en 1740 à Westbrook, Connecticut. Mort en 1824 à Warrenton, Géorgie. 
Il fait des études à Saybrook puis travaille dans la ferme familiale. En 1771, à la mort de son père, il décide de vendre la ferme et s'installe à Yale où il commence des études scientifiques. En 1775, diplômé de l'université Yale, il retourne à Saybrook.

### Le premier sous-marin
La guerre d'indépendance a commencé. La marine britannique impose un blocus sur les ports américains. Bushnell réfléchit à de nouvelles armes dans le domaine maritime. S'inspirant de dessins et de descriptions antérieurs (comme ceux de William Bourne, de Cornelis Drebbel ou de Nathaniel Symons), y compris des représentations de la machine submersible d'Alexandre le Grand décrite par Aristote, il conçoit le premier véritable sous-marin opérationnel.
Avec l'aide de son frère Ezra, il va mettre au point The Turtle, une sorte de petit navire submersible (longueur 2.30 m, largeur 1.80 m). Il est constitué de deux pièces identiques en bois de chêne de forme concave, semblables à deux carapaces de tortue (d'où son nom), jointes et renforcées par des bandes de fer. La coque est soigneusement façonnée et les jointures sont calfatées avant d'être recouvertes de poix. La stabilité est assurée par un lest en plomb. Un réservoir ballast que l'on remplit en ouvrant une vanne et que l'on peut vider avec deux pompes manuelles en laiton permet de contrôler la flottabilité.

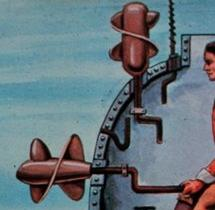
The Turtle, le sous-marin de David Bushnell

La machine est prévue pour être manœuvrée par un seul opérateur assis au centre. Il dispose devant lui des manivelles de propulsion horizontale et verticale par des hélices primitives, ainsi que d'un gouvernail. Un petit kiosque équipé de hublots et d'un panneau ouvrant surmonte l'ensemble. Une sorte de tarière commandée de l'intérieur doit permettre de fixer la charge explosive, transportée à l'arrière du kiosque, sur la coque du navire ennemi.
Bushnell, malgré des moyens limités, parvint à résoudre la plupart des problèmes techniques rencontrés : étanchéité et résistance à la pression de l'eau, propulsion, stabilisation, direction et armement.
L'autonomie en plongée était d'environ trente minutes. Du fait de sa faible vitesse, l'engin devait être remorqué au plus près de l'objectif.
Les essais menés dans la Connecticut River nécessitent plusieurs mises au point, toutefois la machine est prête au printemps 1776. Les généraux Israel Putnam et George Washington donnent leur accord et font transporter en secret la machine jusqu'à New York, où elle est placée sous l'autorité du Général Putnam. Ezra Bushnell commence une longue série d'entraînement pour se familiariser avec les conditions de courants et de marées de la baie de New York. Mais début juillet 1776, alors que de belles opportunités d'attaque se présentent, Ezra Bushnell tombe malade et doit être remplacé. 
Parmi les volontaires, le sergent Ezra Lee est désigné et doit s'entraîner intensivement pendant plusieurs semaines.
C'est le 6 septembre 1776 que l'attaque va avoir lieu. Le HMS Eagle, navire britannique de 64 canons, est mouillé entre Staten Island et Governor's Island (là où se trouve aujourd'hui la statue de la Liberté). Au milieu de la nuit, The Turtle, remorqué par une chaloupe, est amené aussi près que possible de l'ennemi. Le sergent Lee embarque et continue seul. Lee se rapproche du HMS Eagle et fait plonger The Turtle afin de venir se positionner sous le navire. Il tente pendant de longues minutes de forer la coque pour y fixer la charge explosive. L'oxygène venant à manquer, il est contraint de s'éloigner et de refaire surface pour renouveler l'air.  Il tente une nouvelle fois de fixer la charge sans succès, gêné par le blindage en cuivre de la carène dont sont dotés certains navires britanniques ou par une pièce métallique de renfort. Épuisé, Lee doit faire face à plusieurs dangers alors que le jour va se lever. Il doit lutter de toutes ses forces contre la marée qui risque de l'entraîner vers le large et échapper aux soldats britanniques qui patrouillent. Pour faire diversion ou s'alléger il décide de se débarrasser de la charge explosive. Celle-ci dérivant au fil du courant ne tarde pas à aller exploser du côté des vaisseaux britanniques provoquant une belle panique. La flotte britannique lève l'ancre pour gagner des eaux plus sûres.
Le sergent Lee et The Turtle n'ont pas réussi à détruire le vaisseau britannique, mais par cette action, ils ont provoqué la rupture du blocus de New York.
D'autres tentatives se solderont aussi par des échecs et finalement The Turtle sera détruit lorsque le sloop qui le transportait fut coulé par une frégate britannique.

### Évolution de Bushnell
À la suite de ses résultats et de l'estime du général George Washington, Bushnell intégra le corps des ingénieurs de l'US Army, qu'il dirigea à partir de 1783. Il continua ses études sur la conception de submersibles, mais se consacra aussi à l'emploi des mines navales que l'on nomme à cette époque (et pour plus d'un siècle encore) torpille.
Vers 1795, il voyagea en Angleterre et en France pour présenter son concept de sous-marin aux amirautés. Il rencontra un autre grand inventeur américain, Robert Fulton. Peut-être l'aida-t-il dans son projet de sous-marin. Désabusé devant le peu d'enthousiasme rencontré par son idée tant en Europe qu'aux États-Unis, il revint en Amérique et reprit des études de médecine. 
Il s'installa, sous un nom d'emprunt, comme praticien à Warrengton, Géorgie. Il y mourut en 1826, à l'âge de 83 ans.